# Mars Surveyor 1998

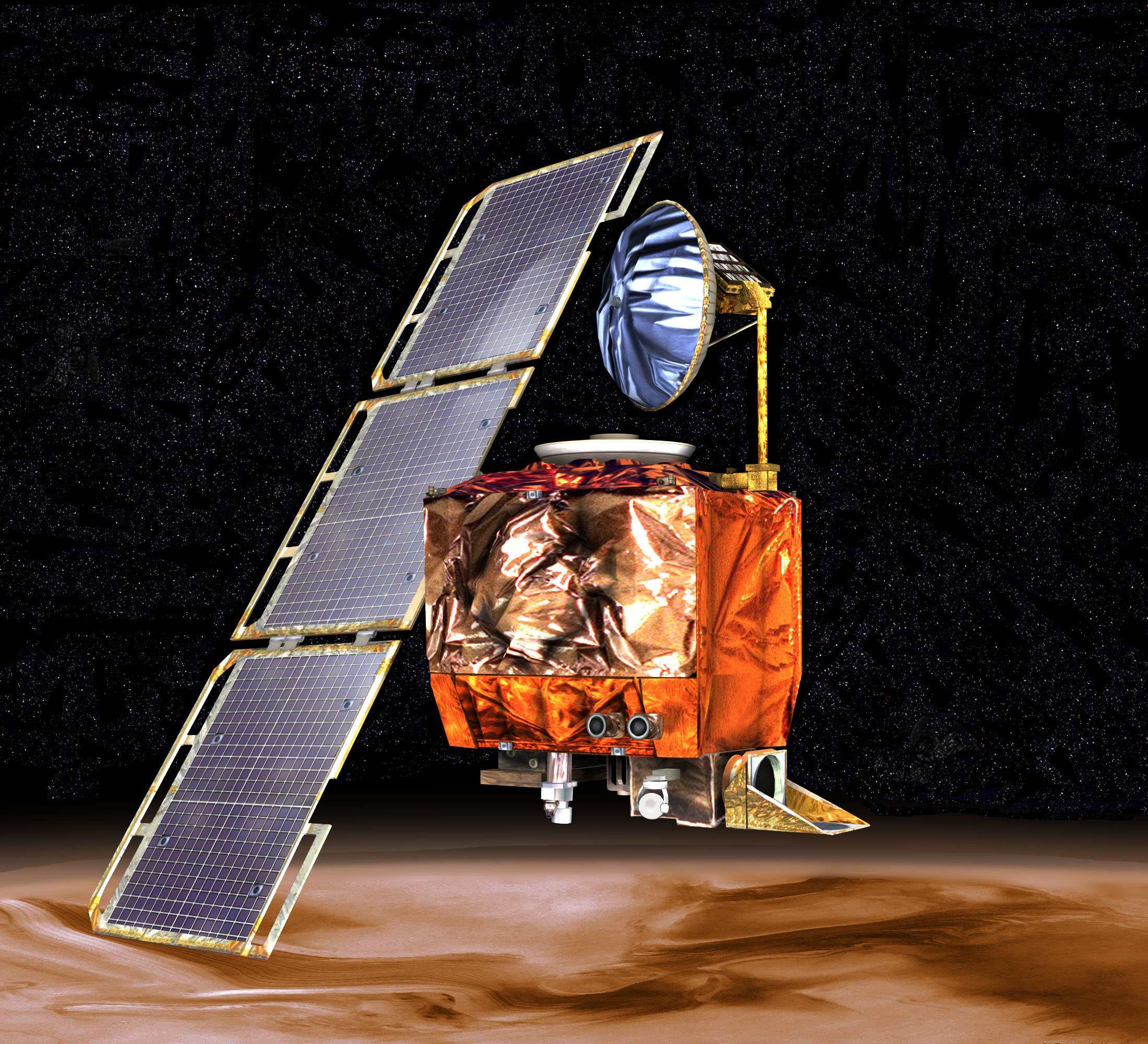
Mars Climate Orbiter

A Mars Surveyor '98 a NASA Mars Surveyor programjának a része, amelynek keretében indították a Mars Climate Orbiter keringő egységet és a Mars Polar Lander leszállóegységet. A MPL-el együtt indult a Deep Space–2 is. A három küldetés sikertelensége miatt alakította át a NASA a marskutató programját.

## A Mars Surveyor '98 űrszondái
(zárójelben az indítás dátuma)

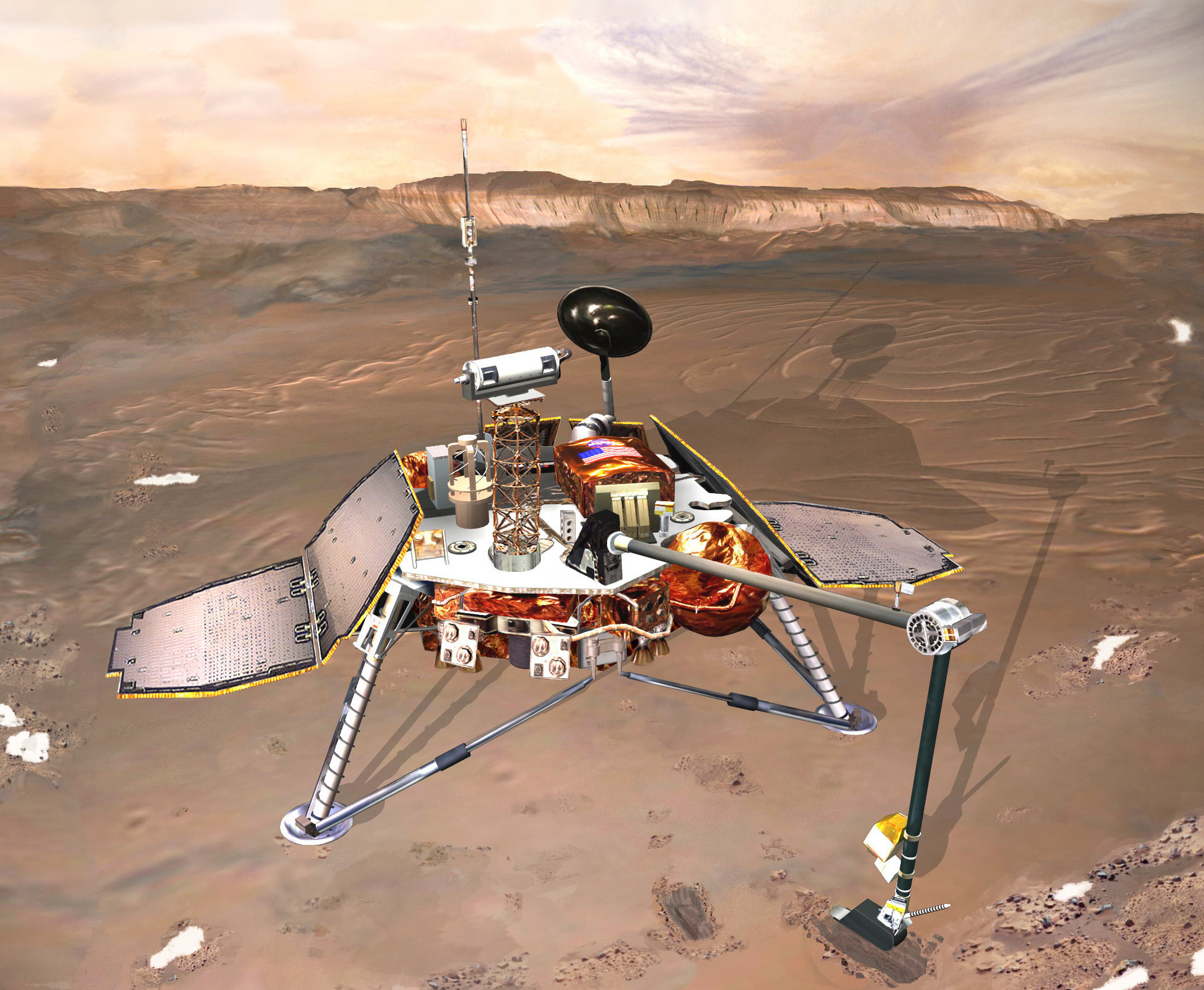
Mars Polar Lander

- Mars Climate Orbiter (1998. december 11.)
- Mars Polar Lander (1999. január 3.)

### Magyar oldalak
- Elindult a Mars Climate Orbiter
- Mars Climate Orbiter[halott link]
- Mars Polar Lander

### Külföldi oldalak
- A NASA Mars Climate Orbiter honlapja
- A Mars Polar Lander honlapja